# آلبرت پومرانی
آلبرت پومرانی (به آلمانی: Adalbert or Albert von Pommern)(زاده ۱۱۲۴ - م. ۱۱۶۲) نخستین اسقف اسقف‌نشین پومرانی در قرن ۱۲ میلادی بود. او راهب صومعه بامبرگ و کشیش بولسواف سوم لهستان بود. در جریان جنگ صلیبی وندی، پس از محاصرهٔ ناموفق دمین، گروهی از جنگجویان صلیبی به‌وسیلهٔ یک مرزبان از مسیرشان منحرف شده و در عوض به پومرانی حمله کردند. جنگجویان صلیبی که به شهر مسیحی شچچین رسیده‌بودند، پس از ملاقات با با او و شاهزاده راتیبور یکم، دوک پومرانی پراکنده گشتند.